# Familjen
Familjen ist der Künstlername des schwedischen Techno- und Electropop-Musikers Johan T. Karlson aus Hässleholm.

## Biografie
Karlson wuchs in der schwedischen Gemeinde Hässleholm auf, aus der auch Elektronikmusiker wie Andreas Tilliander und Stefan Thor stammen. Derzeit wohnt er in Malmö. In seiner Kindheit war Karlson großer Fan des Synthie-Pop und startete einige Projekte mit Sophie Rimheden, nachdem er bereits die Indie-Rock Band David & the Citizens produziert hatte.
Seine eigene Musik beschreibt er als "Indie-Techno":
I'm pretty fed up with guitar - Indie and techno can get a bit monotone after a while. ("Ich habe die Gitarre satt - Indie und Techno können nach einer Weile ein bisschen eintönig werden.")
Alle Liedtexte sind in schwedischer oder schonischer Sprache gehalten.
Im Oktober 2007 gewann Familjen den Internetmusikwettbewerb Rampmusic.
Unerwartete Hilfe erhielt er dabei vom Filesharing Anbieter The Pirate Bay, der ohne Karlsons Wissen auf seiner Website dazu aufrief, für ihn zu stimmen.
Im Herbst 2014 nahm Karlson an Så mycket bättre teil.

## Diskografie

### Alben
- 2007: Det snurrar i min skalle
- 2008: Huvudet I Sanden
- 2010: Mänskligheten
- 2012: Allt på rött

### EPs
- 2006: Familjen EP (Adrian Recordings)

### Singles
- 2006: Första/Sista (Adrian Recordings)
- 2006: Hög Luft (Adrian Recordings / Hybris)[6]
- 2007: Kom säger dom (Adrian Recordings / Hybris)
- 2007: Det snurrar i min skalle auf Adrian Recordings / Hybris / A:Larm (Dänemark) / Tellé (Norwegen) / Creative Vibes (Australien)
- 2007: Huvudet i sanden (Adrian Recordings / Hybris / Tellé)
- 2010: När planeterna stannat (Adrian Recordings / Hybris)
- 2014: Göra slut med gud
- 2014: Regn hos mig (Original: Orup)

### Musikvideos
- 2007: Det snurrar i min skalle ("Mein Verstand dreht durch")
- 2007: Huvudet i sanden ("Kopf im Sand")